# جو كندريك (لاعب كرة قدم)
جو كندريك (بالإنجليزية: Joe Kendrick, Sr.)‏ (26 يونيو 1905 في جمهورية أيرلندا - 1 أكتوبر 1965) هو لاعب كرة قدم أيرلندي في مركز جناح ‏، شارك في الألعاب الأولمبية الصيفية 1924. وشارك مع منتخب جمهورية أيرلندا لكرة القدم. أما مع النوادي، فقد لعب مع نادي إيفرتون وDolphin F.C. (Ireland) ‏ وBrooklyn F.C. (Dublin) ‏.

## وصلات خارجية
- جو كندريك (لاعب كرة قدم) على موقع الاتحاد الدولي (مؤرشف)  (الإنجليزية)
- جو كندريك (لاعب كرة قدم) على موقع قاعدة بيانات كرة القدم.إي يو (الإنجليزية)
- جو كندريك (لاعب كرة قدم) على موقع أوليمبيديا (الإنجليزية)